# Naissance en 857
Naissance
- 853
- 854
- 855
- 856
- 857
- 858
- 859
- 860
- 861

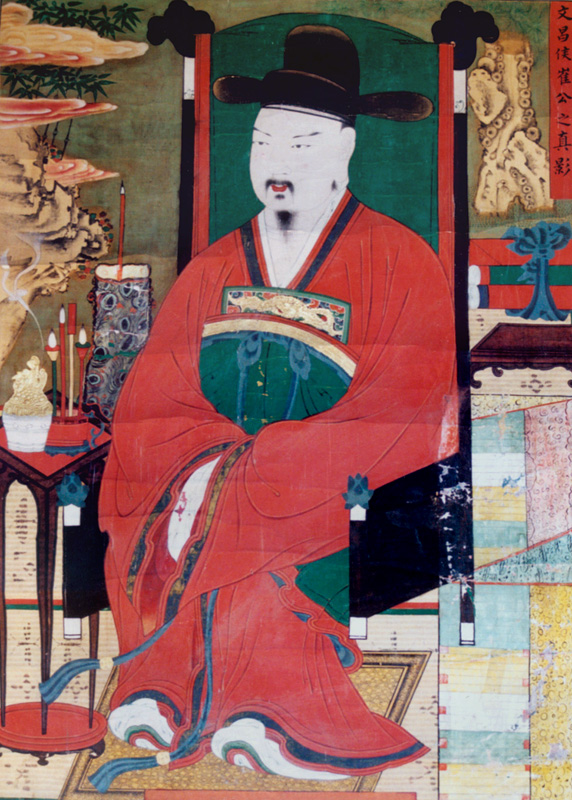
Choi Chi-won né en 857.

Cette page dresse une liste de personnalités nées au cours de  l'année 857 :
- Al-Mutadid, calife abbasside.
- Choi Chi-won, intellectuel coréen du royaume de Silla.
- Li Cunjin (en), général chinois de la dynastie Tang.

## Crédit d'auteurs
- Cet article est partiellement ou en totalité issu de l'article intitulé « 857 » (voir la liste des auteurs).